# Поросье

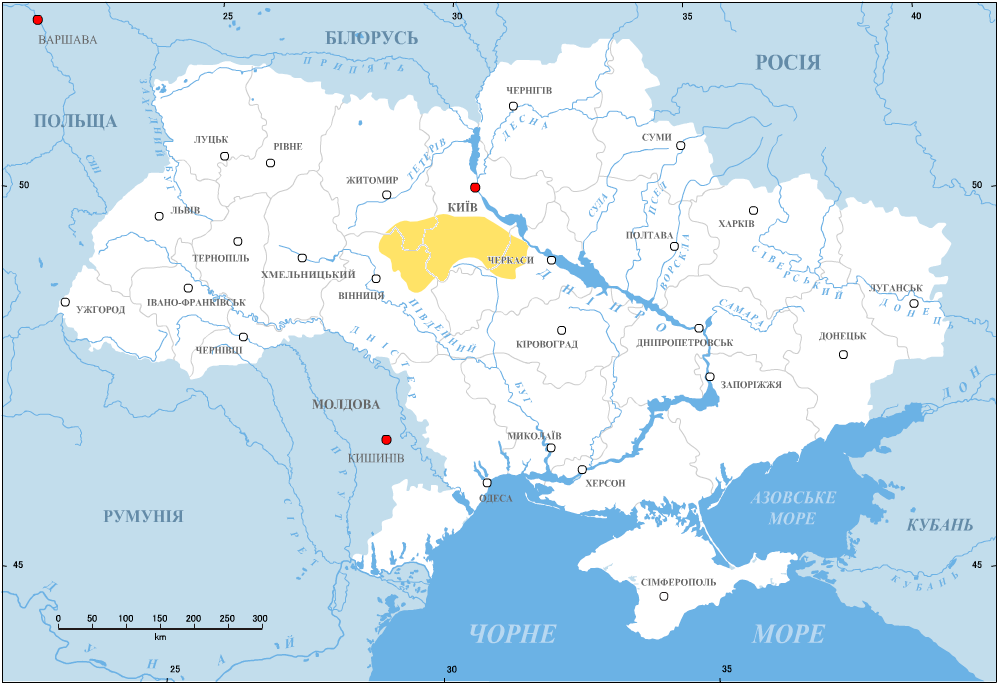
Приблизительные границы Поросья на карте Украины.

Поро́сье (укр. Поросся) — историческая область древней Руси, ограниченная с севера рекой Стугной и с юга рекой Росью, с богатыми пастбищами для скота. Она служила местом военных поселений, образованных киевскими князьями для защиты Киева с юга. 
В современности Поросье разделено между Киевской, Житомирской, Винницкой и Черкасской областями Украины.

## История
Первыми поселенцами Поросья, по всей вероятности, были поляне и дулебы, из которых поляне, с появлением здесь печенегов, были отодвинуты на север. Успешно боровшийся с этими кочевниками Владимир I Святославич первым начал строить в Поросье военные укрепления (г. Родня), но наибольшее сделал в этом отношении Ярослав Мудрый, построивший целый ряд поросских укреплённых городков (Поросская оборонительная линия).
С конца XI века начинаются нападения половцев, и Поросье в значительной части делается их достоянием; только с начала XII века, когда победа перешла на сторону Руси, русы переходят за реку Рось и возводят целый ряд новых военных укреплений. Из всех поросских городов летопись сохранила только следующие имена: Торческ — центр и главный город Поросья, Юрьев (Гургьев), Василев (Васильков), Витичев (Уветичи), Треполь, Красен, Варин, Святополч (Новгород-Святоплчий), Халепа, Михайлов, Заруб, Канев, Ростовец, Ятин (Неятин), Володарев и Боровое.
Ярослав Мудрый селил в Поросье пленных поляков и «насельников» из северных областей, преемники его — тюркских кочевников (чёрных клобуков) — главным образом гузов, торков (по-русски «черкасов», чьей столицей стал Торческ), берендеев, печенегов, но преобладающим населением в городах были славяне, которых в летописи называют «поршанами», или «порошанами».
В 1100 году в Поросье прошёл съезд у Ветичах, более известен как Витичевский съезд удельных князей, который был созван по настоянию Владимира Мономаха. 2-я половина XII века — период наибольшего благосостояния Поросья.
В Поросье произошли такие крупные сражения, как сражение на реке Ольшанице (1150), сражение на реке Руте (1151), Сражение под Торческом (1235), битва под Ольшаницей (1527).